# Led Zeppelin BBC Sessions
BBC Sessions è una raccolta contenente brani tratti da sessioni di registrazione in studio e altri registrati dal vivo per la BBC. È stata pubblicata dalla Atlantic Records nel novembre del 1997. Il primo disco comprende materiale di tre differenti registrazioni del 1969; il secondo è composto invece da brani registrati durante il concerto del 1º aprile 1971 a Londra.
Molti dei brani erano già contenuti in alcuni bootleg prima della pubblicazione ufficiale.
L'album è l'unica raccolta live della band dal 1976, anno della pubblicazione di The Song Remains the Same e contiene alcune registrazioni del 1969 di brani inediti, come Somethin' Else di Eddie Cochran e The Girl I Love... di Sleepy John Estes, nonché alcune parti del medley di Whole Lotta Love del concerto del 1971. L'introduzione di Stairway to Heaven non è accolta dal solito boato dei fan in quanto all'epoca era praticamente sconosciuta (verrà pubblicata 7 mesi più tardi nel quarto album del gruppo).

## Tracce

### Disco 1
1. You Shook Me (Willie Dixon/J. B. Lenoir) – 5:14
2. I Can't Quit You Baby (Dixon) – 4:22
3. Communication Breakdown (Bonham/Jones/Page) – 3:12
4. Dazed and Confused (Page) – 6:39
5. The Girl I Love She Got Long Black Wavy Hair (Bonham/Sleepy John Estes/Jones/Page/Plant) – 3:00
6. What Is and What Should Never Be (Page/Plant) – 4:20
7. Communication Breakdown (Bonham/Jones/Page) – 2:40
8. Travelling Riverside Blues (Johnson/Page/Plant) – 5:12
9. Whole Lotta Love (Bonham/Jones/Page/Plant) – 6:09
10. Somethin' Else (Bob Cochran/Sharon Sheeley) – 2:06
11. Communication Breakdown (Bonham/Jones/Page) – 3:05
12. I Can't Quit You Baby (Dixon) – 6:21
13. You Shook Me (Dixon/Lenoir) – 10:19
14. How Many More Times (Bonham/Jones/Page) – 11:51

### Disco 2
1. Immigrant Song (Page/Plant) – 3:20
2. Heartbreaker (Bonham/Jones/Page/Plant) – 5:16
3. Since I've Been Loving You (Jones/Page/Plant) – 6:56
4. Black Dog (Jones/Page/Plant) – 5:17
5. Dazed and Confused (Page) – 18:36
6. Stairway to Heaven (Page/Plant) – 8:49
7. Going to California (Page/Plant) – 3:54
8. That's the Way (Page/Plant) – 5:43
9. Whole Lotta Love (Bonham/Jones/Page/Plant) – 13:45
10. Thank You (Page/Plant) – 6:37